# 朗多奈
朗多奈（法語：Randonnai，法語發音：[ʁɑ̃dɔnɛ] ⓘ）是法国奥恩省的一个旧市镇，位于该省东部，属于莫尔塔涅欧佩什区。2016年1月1日，朗多奈和相邻的另外9个市镇合并为新市镇图鲁夫尔欧佩什（Tourouvre au Perche）。

## 地理
朗多奈（48°39'0"N, 0°40'31"E）面积11.22 平方千米，位于法国诺曼底大区奧恩省，该省份为法国西北部内陆省份，北起顺时针与卡爾瓦多斯省、厄尔省、厄尔-卢瓦省、萨尔特省、马耶讷省和芒什省接壤。
与朗多奈接壤的市镇（或旧市镇、城区）包括：伊赖、博略、布勒索莱特、诺尔芒代勒、拉波特里欧佩什、莱萨斯普尔。

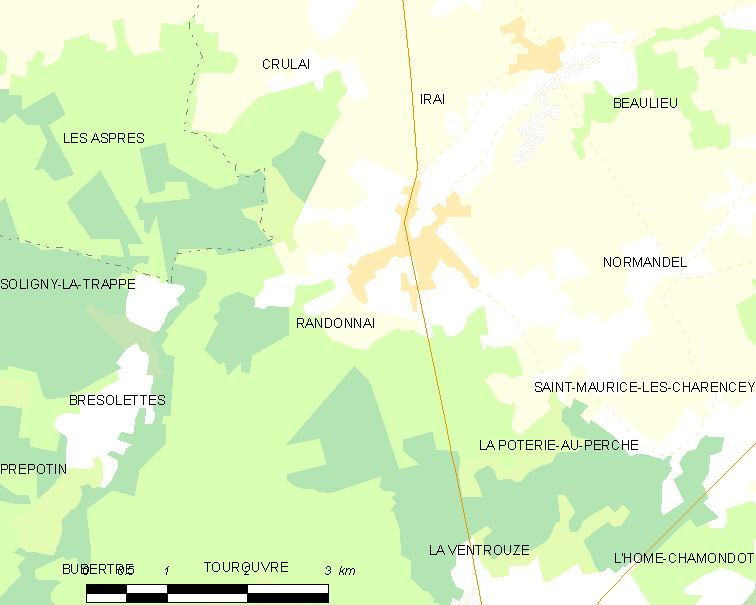
朗多奈的OSM定位图

朗多奈的时区为UTC+01:00、UTC+02:00（夏令时）。

## 行政
朗多奈的邮政编码为61190，INSEE市镇编码为61343。

## 政治
朗多奈所属的省级选区为图鲁夫尔欧佩什县。

## 人口

1962-2008年间朗多奈人口变化图示

朗多奈于2018年1月1日时的人口数量为733人。